# Pixabay
Pixabay(픽사베이)는 고품질 퍼블릭 도메인의 무료공개 사진, 일러스트레이션, 벡터 그래픽 및 동영상의 필름 영상을 공유하는 국제 웹사이트이다. 2017년 11월 기준으로, Pixabay는 1,188,454개가 넘는 무료 사진, 삽화, 벡터 및 비디오를 서비스하고 있다.

## 역사
이 기업은 2010년 11월 한스 브랙스메이어(Hans Braxmeier)와 사이먼 슈타인버거(Simon Steinberger)가 독일 울름에서 설립했다. 2012년 3월 Pixabay는 개인 이미지 컬렉션에서 대화형 온라인 커뮤니티로 전환하여 20개 언어를 지원하도록 재설계되었다. 같은 해 5월, 제3자 사용자와 웹 사이트 개발자가 Pixabay의 이미지 데이터베이스를 검색할 수 있도록 공개 API (Application Programming Interface)가 제공되었다. 현재 API는 디자이너 커뮤니티인 싸이코페인트(Psykopaint.com)와 짐도(Jimdo)의 WYSIWYG 홈페이지 편집기에서 사용되고 있다. 플리커 , 유튜브 및 위키미디어 공용와 함께 2012년 6월 Pixabay는 크리에이티브 커먼즈의 공식 CC 검색 사이트에 포함되었다.
정기적으로 Pixabay는 국제 인쇄물 및 온라인 잡지에서 주목을 받았으며,2014년에 6개의 인터페이스 언어 (태국어, 베트남어, 그리스어, 슬로바키아어, 불가리아어, 덴마크어)가 추가로 구현되었다. 2015년에 픽사베이는 이미지 이외에 필름 영상(크리에이티브 커먼즈 라이센스 CC0로 공개 된) 대부분의 저작물을 무료 공개 서비스를 시작했다.
이처럼 무료 공개 이미지 리소스를 서비스하는 사이트로는 프리큐레이션(freeqration.com)이 있다.

## 같이 보기
- 셔터스톡